# Selección femenina de fútbol sub-20 de Haití
La selección femenina de fútbol sub-20 de Haití representa a Haití en las competiciones internacionales de fútbol femenino en la categoría.  Su organización está a cargo de la Federación Haitiana de Fútbol perteneciente a la CONCACAF.

## Estadísticas

### Copa Mundial Femenina Sub-20
| 2002  | No clasificó   | No clasificó | No clasificó | No clasificó | No clasificó | No clasificó | No clasificó |              |              |
| 2004  | No participó   | No participó | No participó | No participó | No participó | No participó | No participó |              |              |
| 2006  | No clasificó   | No clasificó | No clasificó | No clasificó | No clasificó | No clasificó | No clasificó |              |              |
| 2008  | No clasificó   | No clasificó | No clasificó | No clasificó | No clasificó | No clasificó | No clasificó |              |              |
| 2010  | No participó   | No participó | No participó | No participó | No participó | No participó | No participó |              |              |
| 2012  | No clasificó   | No clasificó | No clasificó | No clasificó | No clasificó | No clasificó | No clasificó |              |              |
| 2014  | No participó   | No participó | No participó | No participó | No participó | No participó | No participó |              |              |
| 2016  | No clasificó   | No clasificó | No clasificó | No clasificó | No clasificó | No clasificó | No clasificó |              |              |
| 2018  | Fase de grupos | 3            | 0            | 0            | 3            | 6            | 9            |              |              |
| 2022  | No clasificó   | No clasificó | No clasificó | No clasificó | No clasificó | No clasificó | No clasificó |              |              |
| 2024  | No participó   | No participó | No participó | No participó | No participó | No participó | No participó |              |              |
| 2026  | No clasificó   | No clasificó | No clasificó | No clasificó | No clasificó | No clasificó | No clasificó | No clasificó | No clasificó |
| Total | 1/9            | 3            | 0            | 0            | 3            | 6            | 9            |              |              |

### Campeonato Femenino Sub-20 de la Concacaf
| Campeonato Femenino Sub-20 de la Concacaf. | Campeonato Femenino Sub-20 de la Concacaf. | Campeonato Femenino Sub-20 de la Concacaf. | Campeonato Femenino Sub-20 de la Concacaf. | Campeonato Femenino Sub-20 de la Concacaf. | Campeonato Femenino Sub-20 de la Concacaf. | Campeonato Femenino Sub-20 de la Concacaf. | Campeonato Femenino Sub-20 de la Concacaf. |
| Año                                        | Resultado                                  | J                                          | G                                          | E                                          | P                                          | GF                                         | GA                                         |
| ------------------------------------------ | ------------------------------------------ | ------------------------------------------ | ------------------------------------------ | ------------------------------------------ | ------------------------------------------ | ------------------------------------------ | ------------------------------------------ |
| 2002                                       | No clasificó                               | No clasificó                               | No clasificó                               | No clasificó                               | No clasificó                               | No clasificó                               | No clasificó                               |
| 2004                                       | No participó                               | No participó                               | No participó                               | No participó                               | No participó                               | No participó                               | No participó                               |
| 2006                                       | No clasificó                               | No clasificó                               | No clasificó                               | No clasificó                               | No clasificó                               | No clasificó                               | No clasificó                               |
| 2008                                       | No clasificó                               | No clasificó                               | No clasificó                               | No clasificó                               | No clasificó                               | No clasificó                               | No clasificó                               |
| 2010                                       | No participó                               | No participó                               | No participó                               | No participó                               | No participó                               | No participó                               | No participó                               |
| 2012                                       | 7°                                         | 3                                          | 0                                          | 1                                          | 2                                          | 0                                          | 15                                         |
| 2014                                       | No participó                               | No participó                               | No participó                               | No participó                               | No participó                               | No participó                               | No participó                               |
| 2015                                       | 6º                                         | 3                                          | 1                                          | 0                                          | 2                                          | 3                                          | 13                                         |
| 2018                                       | 3º                                         | 5                                          | 3                                          | 1                                          | 1                                          | 8                                          | 9                                          |
| 2020                                       | 3°                                         | 6                                          | 5                                          | 1                                          | 0                                          | 38                                         | 1                                          |
| 2022                                       | 7°                                         | 5                                          | 2                                          | 2                                          | 1                                          | 5                                          | 9                                          |
| Total                                      | 5/10                                       | 22                                         | 11                                         | 5                                          | 6                                          | 54                                         | 47                                         |

## Jugadoras
La lista de convocadas que compitió por primera vez en la historia en la Copa Mundial Femenina de Fútbol Sub-20 de 2018.
| N.º | Nombre                | Edad    | Club             |
| --- | --------------------- | ------- | ---------------- |
| 1   | Kerly Theus           | 26 años | Aigle Brillant   |
| 2   | Rutnhy Mathurin       | 24 años | ASF Croix des B  |
| 3   | Naphtalie Northe      | 26 años | Aigle Brillant   |
| 4   | Emeline Charles       | 25 años | Aigle Brillant   |
| 5   | Danielle Daruis       | 27 años | -                |
| 6   | Dougenie Joseph       | 21 años | ASF Croix des B  |
| 7   | Melissa Dacius        | 26 años | Tigresse         |
| 8   | Nelourde Nicolas      | 25 años | Anacaona Leogane |
| 9   | Sherly Jeudy          | 26 años | Anacaona Leogane |
| 10  | Nérilia Mondésir      | 26 años | Montpellier      |
| 11  | Roseline Eloissaint   | 26 años | Tigresse         |
| 12  | Edjenie Joseph        | 24 años | -                |
| 13  | Rosianne Jean         | 25 años | Tigresse         |
| 14  | Rachelle Caremus      | 22 años | ASF Croix des B  |
| 15  | Danielle Etienne      | 24 años | New York City FC |
| 16  | Milan Pierre-Jerome   | 23 años | Weston FC        |
| 17  | Mikerline Saint Felix | 25 años | -                |
| 18  | Melchie Dumornay      | 21 años | ASF Croix des B  |
| 19  | Angeline Gustave      | 24 años | -                |
| 20  | Dolores Jean Thomas   | 26 años | Tigresse         |
| 21  | Madelina Fleuriot     | 21 años | -                |